# アレキサンダー・ロジェンコ
アレキサンダー・ロジェンコ(Alexander Rozhenko) は、SFテレビドラマ『スタートレック』シリーズに登場する人物の一人。クリンゴン人と地球人の混血児。ジョン・スチューヤ 、ブライアン・ボンソール、ジェームズ・スローヤン、マーク・ウォーデンが演じた。日本語版の声優は亀井芳子、高山みなみ。『スタートレック:ディープ・スペース・ナイン』では楠見尚己が担当した。

## 経歴
モーグの息子ウォーフとクリンゴンと地球人のハーフである母ケーラーとの間に生まれる。幼くしてデュラスの陰謀により母を失い、 D型エンタープライズに乗艦。しばらくの間ウォーフと共に暮らしたが母の影響かクリンゴンの戦士となることを嫌い、ウォーフの地球における養父母であるロジェンコ夫妻に養育された。
地球に預けられたことで父から見放されたと感じてクリンゴン戦士となることを目指し、ドミニオン戦争の頃にクリンゴン防衛軍に入隊、チュデックの娘ンギャレン、チュポックの息子カトフ、ラーナの息子コス、ウマーの娘ドゥランの四名とともにマートク将軍の指揮するロタランに補充兵として配属される。3/4クリンゴンの血を引くものの、嗜好は地球人的であり、能力的にも劣ることから同僚の戦士には嘲笑され、ウォーフとの対立もあり当初は衝突を経験するが、最終的に受け入れられ、「ウォーフの息子アレキサンダー」としてマートク家の一員となった。
ウォーフとジャッジア・ダックスの婚儀に参加し伝統の儀式「カルハヤへの道」に挑んだ際にはマートク、ウォーフには「クリンゴン人と同じスタミナを期待してはいない」と評され儀式の中断を提案されるなど、地球人の血を引いていることは少なからぬハンディとなっているが、同儀式においては苦痛に倒れつつも儀式の続行を望み、ウォーフもそれに応えて儀式を続行した。